# Periglaciale
Il termine periglaciale è un aggettivo che si riferisce a luoghi posti ai margini delle aree di un ghiacciaio, normalmente quelli delle ere glaciali del passato piuttosto che quelli attuali. Ovvero, nel tempo in questione, l'area non era sepolta dal ghiaccio scorrevole, ma era soggetta però a un forte raffreddamento.
Un lago periglaciale si viene a formare laddove il drenaggio naturale della topografia viene ad essere ostruito da un ghiacciaio continentale, calotta polare o ghiacciaio.

## Periglaciazione
Il termine periglaciazione è il sostantivo corrispondente e significa "condizioni periglaciali", cioè principalmente, un'area di permafrost - intenso raffreddamento, forse con gelo/disgelo della superficie. Vale a dire, lo strato superficiale fonde brevemente in estate. La periglaciazione accade nei pressi dei ghiacciai montani. A livelli più bassi si forma una zona di freddo intorno ai ghiacciai continentali in aree ad alta latitudine, coprendo forse il 20% delle terre in superficie. 

### Effetti

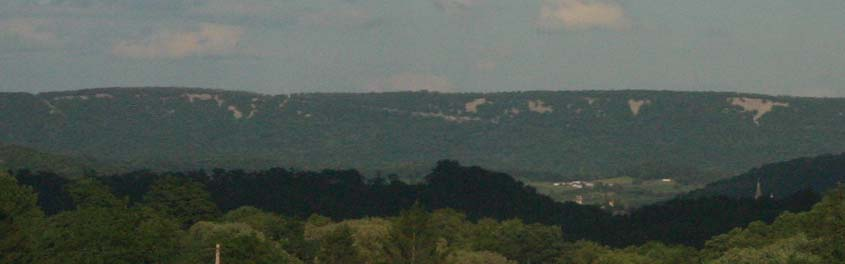
Campi di sassi (aree grigie prive d'alberi) vicino alla sommità del Bald Eagle Mountain, Blair County, Pennsylvania.

Le condizioni periglaciali nel Pleistocene creavano situazioni paesaggistiche e geologiche modellate sotto l'azione del gelo, ovvero con il ripetuto congelamento e disgelo di materiale nel corso degli anni. Circa un terzo della terre emerse possono considerarsi un tempo essere state soggette a condizioni periglaciali.
La periglaciazione risulta in una varietà di condizioni del suolo, ma specialmente in quelle che implicano depositi irregolari, misti creati dai cunei di ghiaccio, soliflussione, geliflussione, criosollevamento e reptazione crionivale.
La comunità ecologica risultante è nota come tundra.

### Fattori che interessano i luoghi
- Latitudine – le temperature tendono ad essere più alte verso l'equatore. Gli ambienti periglaciali tendono ad essere trovati a latitudini più alte. Poiché nel nord c'è più terra a queste latitudini, la maggior parte di questo effetto è visto nell'emisfero settentrionale. Tuttavia, a più basse latitudini, l'effetto diretto della radiazione solare è più grande, cosicché l'effetto del gelo-disgelo viene visto ugualmente, ma il permafrost è molto meno esteso.
- Altitudine – la temperatura dell'aria si abbassa approssimativamente di un 1 °C per ogni 100 m d'altezza sopra il livello del mare. Questo significa che sulle catene montuose, le condizioni periglaciali moderne sono trovate più vicino all'Equatore che a latitudini più distanti da esso.
- Correnti oceaniche – le correnti fredde di superficie provenienti dalle regioni polari riducono le temperature medie nei luoghi dove esse esercitano il loro effetto, cosicché le condizioni delle calotte glaciali e periglaciali, per esempio, si mostreranno più vicino all'Equatore così come nel Labrador. Viceversa, le correnti di superficie calde provenienti dai mari tropicali aumentano le temperature medie. Le condizioni di freddo sono allora trovate solo nelle zone più settentrionali. Questo è evidente nell'ovest del Nord America che è influenzata dalla corrente del Nord Pacifico. Nello stesso modo, ma più marcatamente, la  corrente del Golfo interessa l'Europa Occidentale.
- Continentalità – Lontano dall'influenza moderatrice dell'oceano, la variazione di temperatura stagionale è più estrema e il gelo-disgelo penetra più in profondità. Nel centro del Canada e/o Siberia, il tipico permafrost di periglaciazione va più in profondità e si estende più in là verso l'Equatore. Similmente, la soliflussione associata con il gelo-disgelo si estende piuttosto verso le latitudini più basse che verso le coste occidentali.

## La forma del suolo associata agli ambienti periglaciali

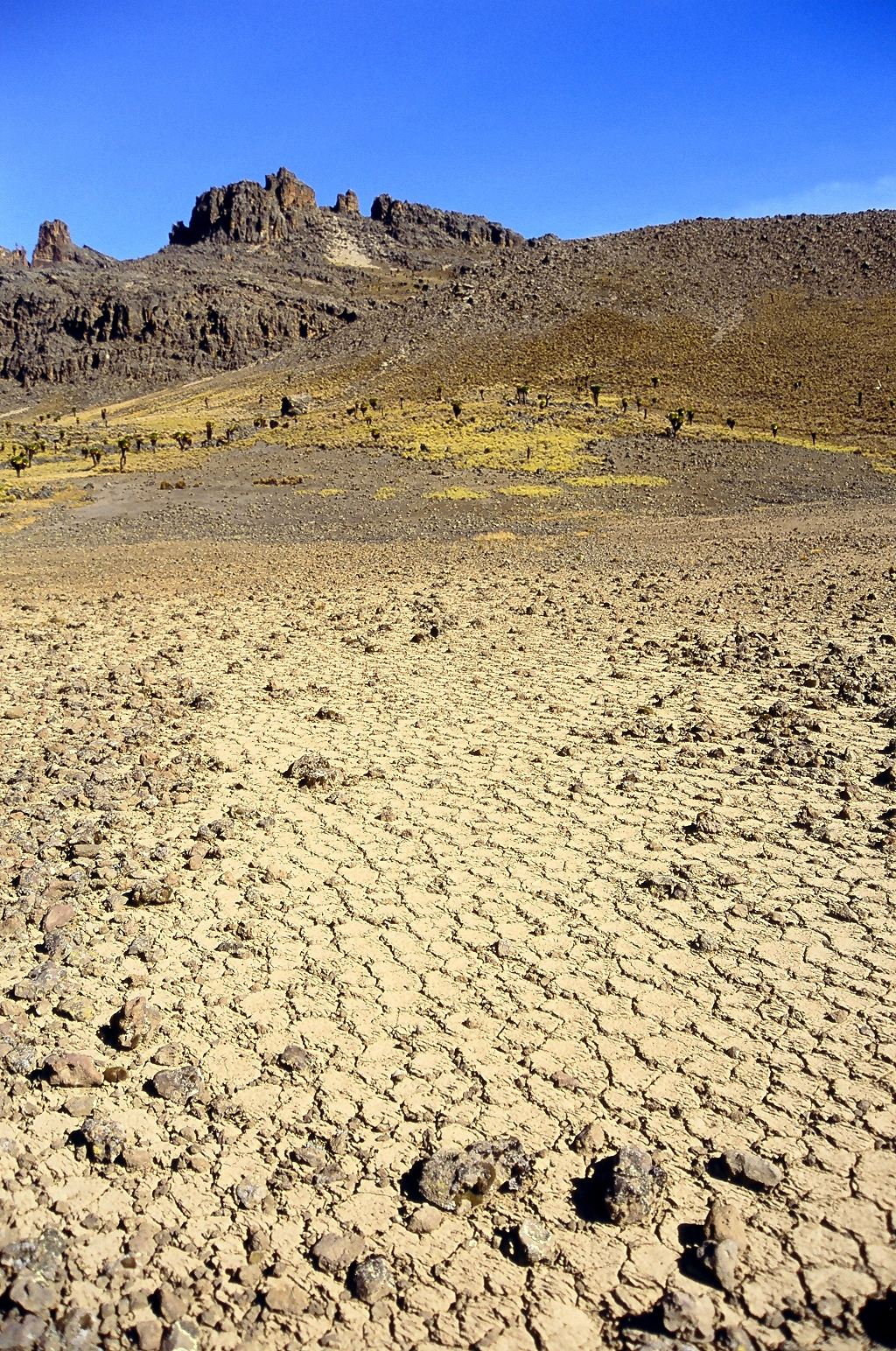
Un blockfield intorno ai 4000m sul monte Kenya.

Depositi di coombe e head - I depositi di coombe sono depositi di gesso che si trova sotto scarpate di gesso nell'Inghilterra meridionale. I depositi di Head sono più comuni sotto gli affioramenti di granito sul Dartmoor.
Suolo poligonale (suolo modellato) costituito da pietre che disposte in modo da formare circoli, poligoni e strisce. il processo responsabile di queste caratteristiche  è chiamato criosollevamento. 
Lobi di soliflussione si formano quando il suolo saturo d'acqua scivola da un pendio a causa della gravità formando dei lobi a forma di U. 
Blockfield o Felsenmeer sono grandi blocchi spigolosi creati dall'azione del gelo-disgelo.  Un buon esempio di un blockfield può essere trovato nel Parco nazionale di Snowdonia, in Galles.  I blockfield sono comuni nelle parti prive di ghiaccio degli Appalachi nel nord-est degli Stati Uniti, come nel River of Rocks o Hickory Run Boulder Field, Lehigh County, Pennsylvania.
Altre forme del suolo includono:
- Pingo
- Thermokarst
- Loess
- Palsa
- Ghiacciaio roccioso